# Philosophie der symbolischen Formen
Philosophie der symbolischen Formen ist das philosophische Hauptwerk von Ernst Cassirer. Die dreibändige Erstausgabe erschien 1923–1929: Band 1 Die Sprache 1923, Band 2 Das mythische Denken 1925 und Band 3 Phänomenologie der Erkenntnis 1929. Darüber hinaus bezieht sich der Term Philosophie der symbolischen Formen auch auf den kulturphilosophischen Ansatz Cassirers insgesamt. Siehe dazu Ernst Cassirer, Abschnitt „Kulturphilosophie“.

## Das Werk
Cassirer breitet in der Philosophie der symbolischen Formen seine Kulturphilosophie und Wissenschaftstheorie in einer Mischung aus systematischer und historischer Untersuchung aus. Im ersten Band legt er die Grundlagen der Analyse der allgemeinen geistigen Funktionen und Ausdrucksformen des Menschen. Der erste Band untersucht thematisch die Sprache, der zweite Band Mythos und Religion und der dritte Band die moderne wissenschaftliche Erkenntnis.
Kernaussage seiner Arbeit ist, dass wir die Welt stets in der Vermittlung durch bestimmte Systeme der Zeichen- und Bedeutungsbildung wie Kunst, Wissenschaft oder Religion erfahren, die er symbolische Formen nennt. Als Grundformen der Weltauffassung sind sie untereinander in spezifischer Weise „gleichwertig“. Die Gleichwertigkeit rührt jedoch nicht daher, dass z. B. der Erklärung von Blitz und Donner mittels Donnergott oder aber mittels Elektrodynamik ein ähnlicher Grad an Wahrheit zukomme. Vielmehr meint Cassirer, dass sich die unterschiedlichen symbolischen Formen nicht aufeinander reduzieren lassen: Die Stellung eines Kunstwerks in der Welt und seine Rezeption lässt sich nicht durch die Physik erklären, die Rolle der Sprache nicht durch die Kunst, Kunst lässt sich nicht durch allein historisches Denken erfassen.
Trotz allem kommt bei Cassirer dem Mythos eine besondere Stellung zu, da er ihn als Urform des menschlichen Denkens auffasst. Im Mythos werde ausgehend von der Ausdruckswahrnehmung eine erste Gliederung der Welt vorgenommen, es würden Strukturen geschaffen (wenn auch noch keine abstrakten Strukturen), Prägnanz ausgebildet und die mannigfaltigen Eindrücke symbolisch dargestellt. Aus dem mythischen Denken gehen für Cassirer in einem Prozess dialektischer Entwicklung die anderen symbolischen Formen wie Kunst, Geschichte, Wissenschaft usw. hervor. Dabei vertritt Cassirer jedoch nicht die Vorstellung eines monolinear aufsteigenden Entwicklungsschemas, etwa vom Mythos über die Religion hin zur wissenschaftlich abgesicherten Erkenntnis (wie dies Hegel tut). Im Zentrum seiner Kulturphilosophie steht vielmehr die Nicht-Reduzierbarkeit der symbolischen Formen als jeweils eigenständiger Welten mit eigenständigen Binnenstrukturen, deren Prägnanz letztlich auf unterschiedliche Modi der Wahrnehmung zurückführt.